# Bugatti

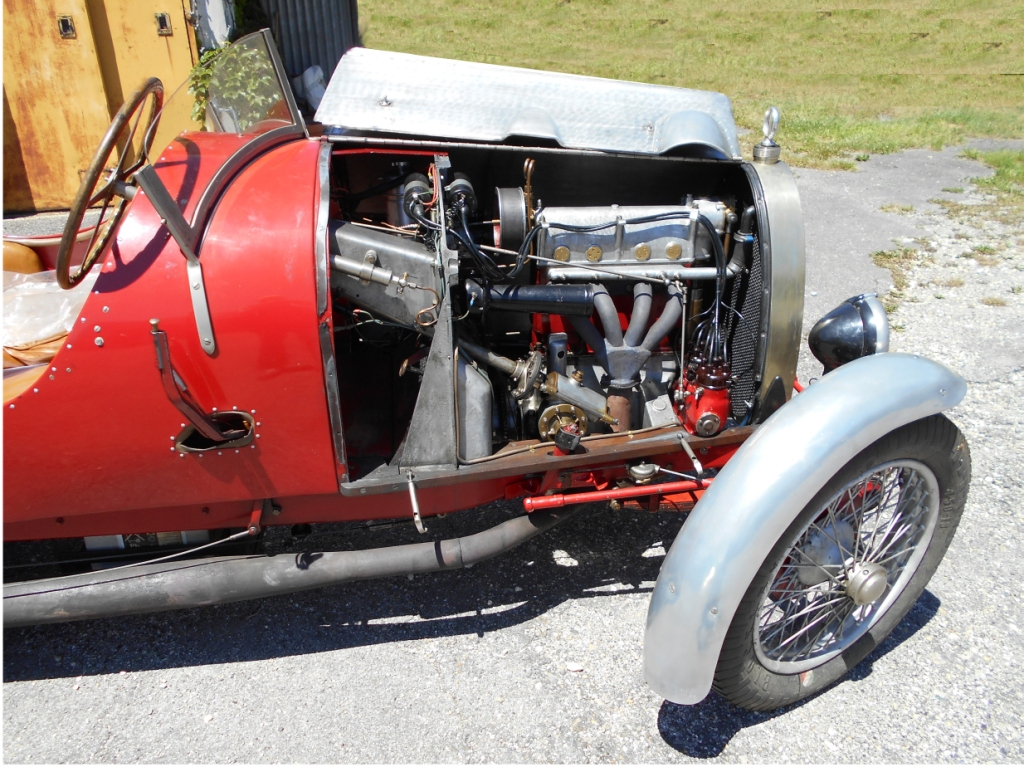
Vierventil-Motor des Bugatti Brescia

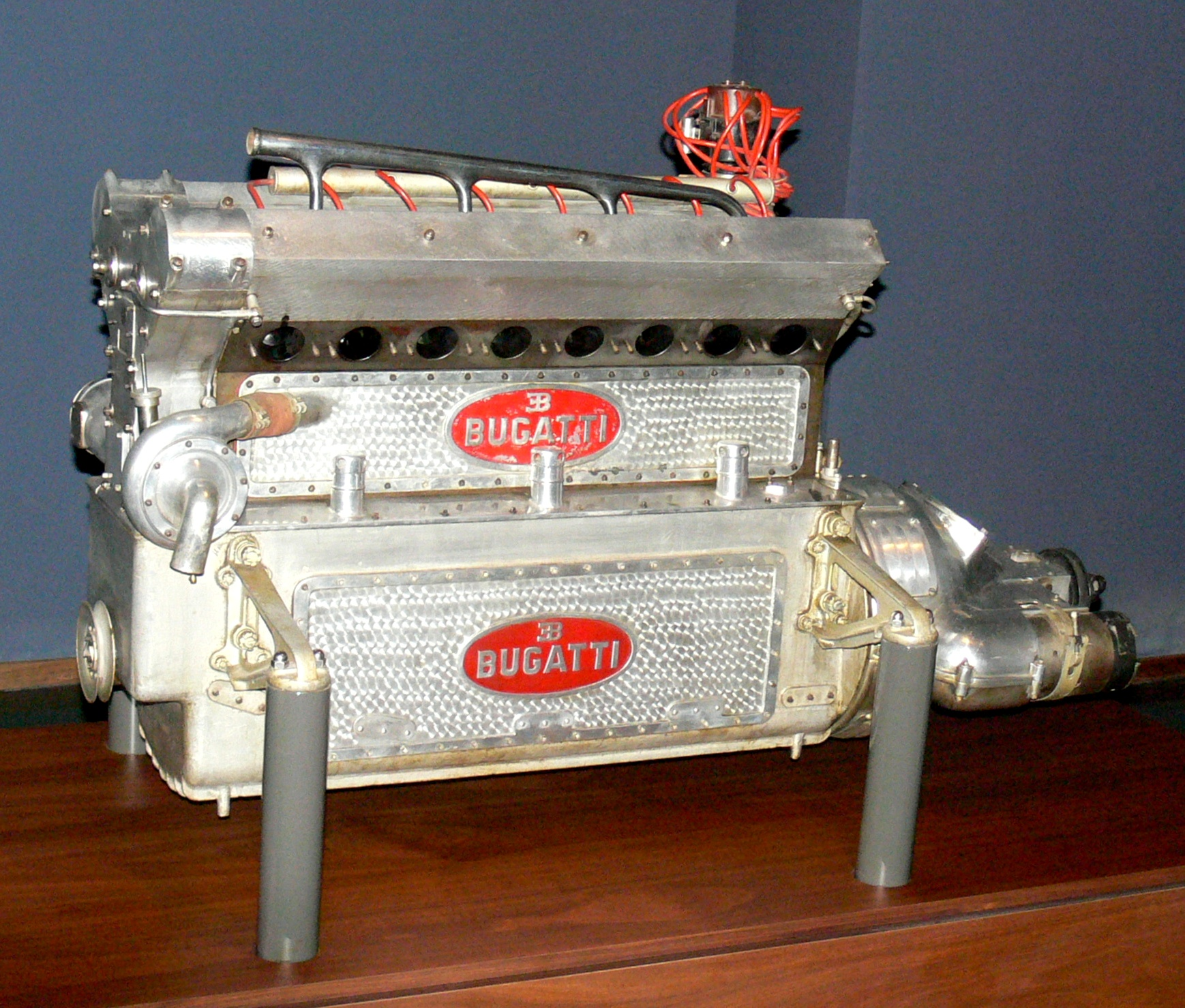
8-Zylinder-Motor Typ 50B von 1938

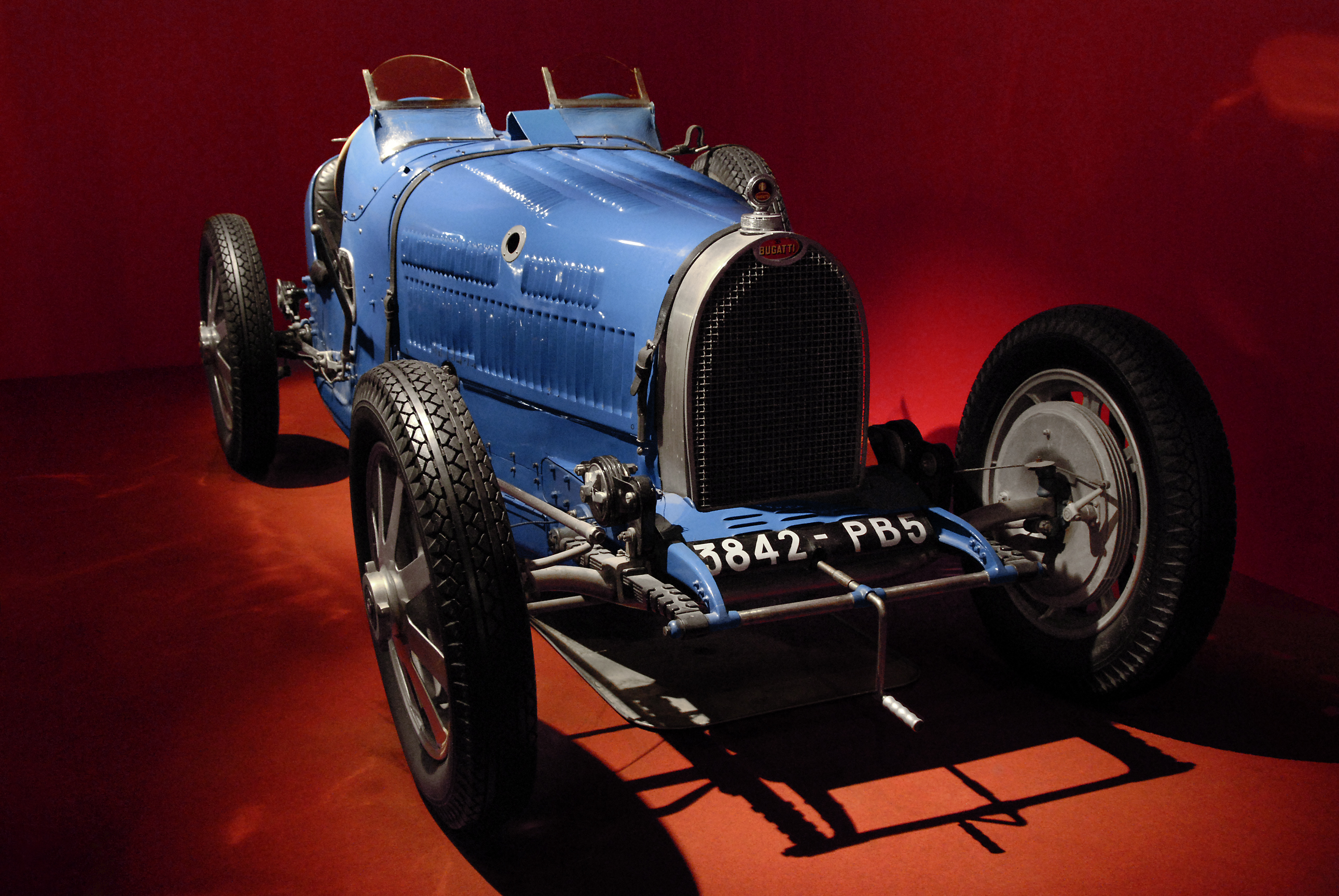
Bugatti Typ 35B im Musée National de l’Automobile

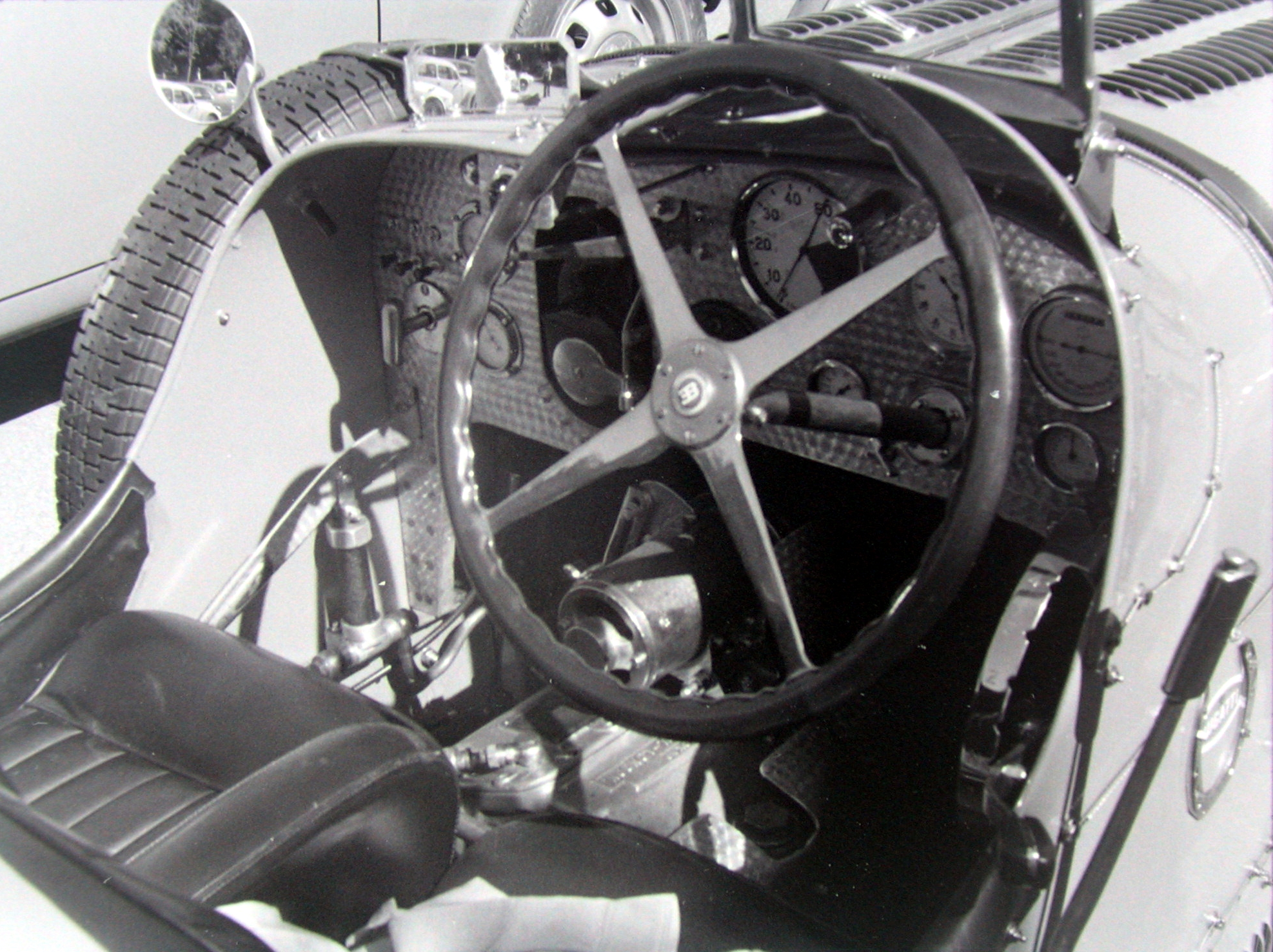
Bugatti Type 51 Cockpit, Wilson Vorwähl-Getriebe

Bugatti war ein Automobilhersteller in Molsheim im Elsass. Gründer war Ettore Bugatti. Die Produktion lief von 1909 bis 1963.
Die von Bugatti gefertigten Fahrzeuge gehörten zu den erfolgreichsten Rennwagen sowie den edelsten und besten Sportwagen und Limousinen ihrer Zeit und machten die Marke zu einer Legende. Der ursprüngliche Bugatti-Betrieb wurde nach dem Zweiten Weltkrieg eingestellt. Seitdem wurde die Marke dreimal neubelebt. Zunächst kaufte Hispano-Suiza, später in Messiere-Bugatti umbenannt, 1963 Bugatti. Das Unternehmen hatte seinen Sitz noch in Molsheim. Dann gründete Romano Artioli 1987 die Bugatti Automobili SpA in Italien und kaufte die Namensrechte an Bugatti. 1998 übernahm der Volkswagen-Konzern die Design- und Namensrechte. Seitdem existiert Bugatti weiter als Bugatti Automobiles S.A.S.

## Geschichte

### Bis 1939
Der Automobilkonstrukteur Ettore Arco Isidoro Bugatti verließ 1909 die Gasmotoren-Fabrik Deutz, um sich selbständig zu machen. Er gründete im selben Jahr sein Unternehmen in Molsheim im Elsass, das damals zum deutschen Kaiserreich und erst nach dem Ersten Weltkrieg zu Frankreich gehörte.
Der Bugatti Type 10 war ein Prototyp, den Ettore bereits entwarf, als er noch für Deutz arbeitete. Das erste Serienmodell Bugatti Type 13 erschien 1910 und war ein sportlicher Kleinwagen. Stärkere Modelle folgten.
Das Unternehmen war bekannt für seine hervorragende Ingenieurskunst bei hochklassigen Automobilen und für Erfolge bei den frühen Grand-Prix-Rennen; Bugatti gewann den ersten Grand Prix von Monaco. Der Erfolg hatte seinen Höhepunkt im zweimaligen Doppelsieg im 24-Stunden-Rennen von Le Mans mit dem Fahrer Jean-Pierre Wimille (1937 mit Robert Benoist und 1939 mit Pierre Veyron).
Ettores Sohn Jean Bugatti war ebenfalls für das Unternehmen tätig. Ab etwa 1936 leitete er es.
Ettore Bugatti entwarf auch einen erfolgreichen Schienenbus, den Bugatti-Triebwagen, und das Flugzeug 100P, das jedoch niemals flog.
Bugatti erlebte – wie eigentlich alle französischen Hersteller von Luxusautos – in der zweiten Hälfte der 1930er-Jahre einen wirtschaftlichen Niedergang. Hinzu kam, dass Bugattis Automobile in vielen Punkten nicht mehr dem neuesten technischen Standard entsprachen. So baute Bugatti, der in den 1920er-Jahren noch über 500 Stück jährlich gebaut hatte, in den Jahren 1937 bis 1939 zusammen maximal 200 Automobile. Das Geschäftsjahr 1938 war mit einem Verlust von 20 Millionen Francs zu Ende gegangen. Ettore Bugatti hoffte, der belgische König Leopold, der ihm sehr zugetan war, werde Geschäftsleute vermitteln, die zur Gewährung von Darlehen bereit wären. In dieser wirtschaftlichen Misere traf Bugatti ein zweiter Schicksalsschlag: Sein Sohn Jean starb am 11. August 1939 bei einem Verkehrsunfall.

### Bugatti im Zweiten Weltkrieg
Am 3. September 1939 erklärte Frankreich dem Deutschen Reich den Krieg. Bugattis Pläne zur Vorstellung eines neuen Type 64 auf dem Pariser Salon zerschlugen sich damit: Sport- und Rennwagen brauchte jetzt niemand mehr. Stattdessen war Molsheim als rückwärtiges Frontgebiet der Maginot-Linie zu räumen, und die Fabrik wurde im Herbst 1939 nach Bordeaux evakuiert, wo jetzt Kurbelwellen und andere Motorteile für Flugmotoren der Société d’exploitation des matériels Hispano-Suiza hergestellt wurden. Am 10. Juni 1940 erklärte Italien Frankreich den Krieg, und Ettore Bugatti, der seine italienische Staatsangehörigkeit nie aufgegeben hatte, war über Nacht als Angehöriger einer feindlichen Nation zu behandeln. Dieser Zustand dauerte allerdings nicht lange: Bereits zwei Wochen später kapitulierte Frankreich gegenüber dem Deutschen Reich und Italien.
Nach dem Waffenstillstand, als niemand mehr Hispano-Suiza-Motoren brauchte, bezog Ettore Bugatti sein ihm seit 1916 gehörendes Appartement in der Rue Boissière 20 in Paris als Verwaltungssitz. Um einer Enteignung zuvorzukommen, nahm er das Angebot an, das Molsheimer Werk an die Trippelwerke GmbH, die Luftfahrtanlagen GmbH und Hans Trippel selbst für insgesamt 30 Millionen Francs zu verkaufen: Das entsprach zwar nur der Hälfte des tatsächlichen Wertes, reichte indessen aus, seine Schulden zu tilgen und ein unabhängiges Leben zu führen.
Er beschäftigte im weiteren Verlauf des Krieges etwa 15 Personen in seinem Pariser Konstruktionsbüro. Dort entstand ein Einzylinder-Viertakt-Mopedmotor mit 127 cm³, ferner ein Vierzylinder-Viertaktmotor mit 45 mm Bohrung und 50 mm Hub (330 cm³). Aus diesen Studien entstanden zwei Rennmotoren, die Bugatti beim ersten Nachkriegssalon Oktober 1946 in Paris ausstellte:
- Typ 68: 4 Zylinder, 48,5 × 50 mm, 370 cm³, mit doppelter oben liegender Nockenwelle, wassergekühlt, entwickelte bei Testläufen 48 PS bei 9500/min.
- Typ 73: 4 Zylinder, 76 × 82 mm, 1488 cm³, wassergekühlt, einfache obenliegende Nockenwelle, etwa 100 PS[2]

### Nachkriegszeit
Nach dem Krieg wurde der Typ 101 vorgestellt, der – mit einer nun dreistelligen Kennzahl – den Aufbruch in eine neue Zeit darstellen sollte. Der nur in wenigen Einzelstücken (Limousine und Cabriolet) gebaute Wagen basierte auf dem Chassis des T 57, das schon vor dem Krieg nicht mehr dem Stand der Technik entsprach. Der Geschmack der Kundschaft hatte sich gewandelt, und die Karosserien des 101 waren zwar extravagant, besaßen aber nicht mehr die Eleganz der Jean-Bugatti-Entwürfe, sodass die Resonanz verhalten ausfiel. Nach Ettores Tod am 21. August 1947 führte sein Sohn Roland Bugatti die Geschäfte, allerdings eher glücklos. Ein von ihm entworfener Rennwagen aus den 1950er-Jahren blieb ebenfalls erfolglos. Bis 1963 führte das Unternehmen dann noch Reparaturen und Umbauten alter Bugattis durch, bis die Marke mit dem ebenfalls im Krieg untergegangenen Automobilhersteller Hispano-Suiza fusionierte, der trotz des Namens frühzeitig in Frankreich produzierte.
Am historischen Ort der ursprünglichen Fabrik existiert heute eine Fabrikationsstätte von Messier-Bugatti (Teil des Konzerns SAFRAN), die Teile für den Schienenverkehr und die Luftfahrt herstellen. Die Firmengründer waren Ettore Bugatti und George Messier.

## Modelle
Nur einige wenige Modelle der Autos von Ettore Bugatti wurden produziert: die berühmtesten waren der Type-35-Rennwagen, der riesige Royale, und der Type-55-Sportwagen.
Auf Anregung einer Kundin entschloss sich Ettore Bugatti in den 1920er-Jahren zum Bau des Type 41 Royale, einer Limousine, die in Ausmaßen, Luxus und Fahrleistungen die damaligen Luxushersteller wie Rolls-Royce, Hispano-Suiza oder Duesenberg deklassieren sollte. Das Projekt wurde zwar verwirklicht, die anvisierten Königshäuser Europas hatten aber kein Interesse an dem Wagen, und die Weltwirtschaftskrise ließ die übrige mögliche Kundschaft wegbrechen. So wurden nur sechs Chassis des Type 41 gebaut, die insgesamt elf verschiedene Karosserien erhielten. Dieses Projekt bedeutete fast den Ruin der Marke; Ettore Bugatti konnte sich nur dadurch retten, dass er einen Staatsauftrag für den Entwurf eines Schienenfahrzeugs bekam, das er mit vier der Royale-Achtzylindermotoren, die je 200 PS leisteten, bestückte. Der SNCF XB 1000 war noch bis 1956 zwischen Paris und Le Havre, Caen, Cherbourg und Deauville in Betrieb.
Der meistproduzierte und wirtschaftlich erfolgreichste Wagen war der Type 57, das in den Jahren vor dem Krieg einzige serienmäßig produzierte Chassis/Fahrzeug bei Bugatti.
Eine frühe Form des Art-déco-Designs und einer der spektakulärsten Entwürfe von Jean Bugatti war der Typ Atlantic auf Basis des Type 57, der außer einem verschollenen Prototyp nur dreimal gebaut wurde. Charakteristisch sind seine geduckte Erscheinung, die längs über die Karosserie verlaufenden senkrechten, genieteten Grate und die tropfenförmigen Seitenfenster.
Über die gesamte Produktion von 7950 Fahrzeugen (zwischen 1909 und 1956) hinweg wurden die Modelle mit dem Buchstaben T (für Typ) und einer Nummer benannt, die auf das Fahrgestell und den Antriebsstrang hinwies.
| Typ                  | Bauzeit   | Produktions- zahl | Motorbauart                   | Anmerkung | Bild |
| -------------------- | --------- | ----------------- | ----------------------------- | --- | ---- |
| Type 10              | 1908      | 1                 | 1131 cm³ Reihen-Vierzylinder  | OHC; wurde Zweiter beim französischen Grand Prix 1911 |      |
| Type 13              | 1910–1914 | 435               | 1368 cm³ Reihen-Vierzylinder  | OHC-Vierventiler; Plätze 1, 2, 3 und 4 beim Grand Prix 1921 in Brescia                                                                                        |      |
| Type 15              | 1910      |                   | 1327 cm³ Reihen-Vierzylinder  | OHC-Zweiventiler; Viersitzer |      |
| Type 17              | 1910      |                   | 1327 cm³ Reihen-Vierzylinder  | OHC-Zweiventiler; Viersitzer |      |
| Type 18              | 1912–1914 | 6–7               | 5030 cm³ Reihen-Vierzylinder  | Dreiventiler |      |
| Type 19              | 1911      | 1                 | 855 cm³ Reihen-Vierzylinder   | T-Kopf; Prototyp des Lion-Peugeot BP 1 bzw. Peugeot BB („Bébé“)                                                                                               |      |
| Type 20              | 1911      | 6                 | 1500 cm³ Reihen-Vierzylinder  | T-Kopf; Prototyp für Lion-Peugeot; ging nicht in Serie |      |
| Type 22              | 1913–1914 |                   | 1368 cm³ Reihen-Vierzylinder  | Gleicher SOHC-Vierventiler-Motor wie der Brescia |      |
| Type 23              | 1913–1914 |                   | 1368 cm³ Reihen-Vierzylinder  | Zweiventilversion des Brescia-Motors |      |
| Type 28              | 1921      | 1                 | 2995 cm³ Reihen-Achtzylinder  | OHC-Dreiventiler; Prototyp-Luxus-Tourenwagen |      |
| Type 29              | 1922–1926 | 7                 | 1991 cm³ Reihen-Achtzylinder  | OHC-Dreiventiler, 60 PS (45 kW); Zweiter beim Großen Preis von Frankreich 1922. Der Type 29 wurde 1923 in Indy 500 Neunter unter Prince de Cystria.           |      |
| Type 30              | 1922–1926 | etwa 600          | 1991 cm³ Reihen-Achtzylinder  | Touren- und Sportwagen mit Motor basierend auf dem Type 29 |      |
| Type 32              | 1923      | 5                 | 1991 cm³ Reihen-Achtzylinder  | Weiterentwickelter Type 29-Motor; Tank-Aufbau; Dritter beim 1923er ACF Grand Prix in Tours                                                                    |      |
| Type 34              | 1923      | Studie            | 14732 cm³ Sechzehnzylinder    | mit Bugatti-Flugmotor |      |
| Type 35              | 1924–1930 | 96                | 1991 cm³ Reihen-Achtzylinder  | Weiterentwicklung des Motors Type 29; fünffach (Rollen- und Kugellager) gelagerte Kurbelwelle, Pleuel mit Rollenlagern. 90 PS (67 kW), max. Drehzahl 6000/min |      |
| Type 35 A            | 1926      | 130               | 1991 cm³ Reihen-Achtzylinder  | „Tecla“; OHC-Dreiventiler; Grand Prix Rennwagen „Imitation“; Motor Type 30, Speichenräder ab Werk, Foto Alu-Räder                                             |      |
| Type 35 B            | 1924–1930 | 38                | 2262 cm³ Reihen-Achtzylinder  | Type-35-Motor mit größerem Hub und Roots-Kompressor, 135 PS (101 kW); gewann den französischen Grand Prix 1929                                                |      |
| Type 35 Targa Florio | 1924–1930 | 13                | 2262 cm³ Reihen-Achtzylinder  | Modifizierter Type 35 B; 100 PS (75 kW); für die Targa Florio von 1925 bis 1929                                                                               |      |
| Type 35 C            | 1924–1930 |                   | 1991 cm³ Reihen-Achtzylinder  | Motor mit Roots-Kompressor, 125 PS; Höchstgeschwindigkeit 205 km/h; gewann den französischen Grand Prix 1928 und 1930                                         |      |
| Type 35 T            | 1927      |                   | 2262 cm³ Reihen-Achtzylinder  | OHC-Dreiventiler; Grand-Prix-Rennwagen; Targa-Modell |      |
| Type 36              | 1925      |                   | 1493 cm³ Reihen-Achtzylinder  | Type-29-Kurzhubversion |      |
| Type 37              | 1926–1930 | 212               | 1496 cm³ Reihen-Vierzylinder  | Neuer OHC-Dreiventiler-Motor, 60 PS (45 kW) |      |
| Type 37 A            | 1928–1930 | 67                | 1496 cm³ Reihen-Vierzylinder  | wie Type 37 aber mit Roots-Gebläse; OHC-Dreiventiler; Grand Prix Rennwagen, Zweisitzer                                                                        |      |
| Type 38              | 1926–1927 | etwa 100          | 1991 cm³ Reihen-Achtzylinder  | Type-29-Motor |      |
| Type 38 A            | 1927      |                   | 1991 cm³ Reihen-Achtzylinder  | OHC-Dreiventiler; Tourenwagen; Motor wie Type 30 und 35 A |      |
| Type 39              | 1926      | etwa 20           | 1493 cm³ Reihen-Achtzylinder  | OHC-Dreiventiler, Roots-Kompressor; Grand Prix Rennwagen; Chassis wie Type 35                                                                                 |      |
| Type 39 A            | 1926–1929 |                   | 1493 cm³ Reihen-Achtzylinder  | Type-36-Motor, Roots-Kompressor, 120 PS (89 kW); gewann den französischen Grand Prix 1926                                                                     |      |
| Type 40              | 1926–1930 | etwa 800          | 1496 cm³ Reihen-Vierzylinder  | Type-37-Motor |      |
| Type 40 A            | 1930      |                   | 1627 cm³ Reihen-Vierzylinder  | OHC-12-Ventiler; Touring, Block vom Typ-49-Motor |      |
| Type 41              | 1927–1933 | 6                 | 12736 cm³ Reihen-Achtzylinder | OHC-Dreiventiler; 300 PS (224 kW); Royale |      |
| Type 43              | 1927–1931 | 170               | 2262 cm³ Reihen-Achtzylinder  | Type-35-B-Motor mit Roots-Kompressor, 120 PS (89 kW) |      |
| Type 43 A            | 1928      |                   | 2261 cm³ Reihen-Achtzylinder  | OHC-Dreiventiler; Touren-Sportzweisitzer mit Type 35 B-Motor                                                                                                  |      |
| Type 44              | 1927–1931 | 1095              | 2992 cm³ Reihen-Achtzylinder  | OHC-Dreiventiler; Tourenwagen und Limousinen, über 1000 Exemplare                                                                                             |      |
| Type 45              | 1929–1930 | 1                 | 3801 cm³ U16                  | 1+1-Nockenwellen-Dreiventiler-U-Motor |      |
| Type 46              | 1929–1936 | 400               | 5359 cm³ Reihen-Achtzylinder  | Neuer SOHC-Dreiventiler-Motor, 140 PS (104 kW) |      |
| Type 46 S            | 1930      |                   | 5359 cm³ Reihen-Achtzylinder  | OHC-Dreiventiler; sportlicher Luxustourenwagen |      |
| Type 47              | 1930      |                   | 2986 cm³ U16                  | OHC-48-Ventiler; Werksrennwagen; ähnlich Type 45 |      |
| Type 49              | 1930–1934 | 470               | 3257 cm³ Reihen-Achtzylinder  | Aufgebohrter Type-44-Motor |      |
| Type 50              | 1930–1934 | etwa 100          | 4972 cm³ Reihen-Achtzylinder  | Neuer DOHC-Vierventiler-Motor, 225 PS (168 kW); Tourenwagen                                                                                                   |      |
| Type 50 B            | 1937–1939 |                   | 4972 cm³ Reihen-Achtzylinder  | 470 PS (350 kW) Type-50-Motor; Sportwagen |      |
| Type 50 T            | 1937–1939 |                   | 4972 cm³ Reihen-Achtzylinder  | 200 PS (150 kW) Type-50-Motor; Coupé |      |
| Type 51              | 1931–1935 | 40                | 2262 cm³ Reihen-Achtzylinder  | DOHC-Zweiventiler-Motor mit Roots-Kompressor; gewann den französischen Grand Prix 1931                                                                        |      |
| Type 51 A            | 1931      |                   | 1493 cm³ Reihen-Achtzylinder  | DOHC-Zweiventiler; Grand Prix Rennwagen; wie Type 39 A |      |
| Type 51 C            | 1931      |                   | 1991 cm³ Reihen-Achtzylinder  | DOHC-Zweiventiler; Grand Prix Rennwagen; wie Type 35 C; seltener Type                                                                                         |      |
| Type 52              | 1926–1936 | über 100          | 12-Volt-Elektromotor          | Miniatur des T 35; 20 km/h; 1 Vorwärts, Rückwärtsgang; moderne Repliken. Abb.: 1929                                                                           |      |
| Type 53              | 1931–1932 | 2–3               | 4972 cm³ Reihen-Achtzylinder  | Type-50-Motor, 300 PS (224 kW); mit Allradantrieb für Bergrennen                                                                                              |      |
| Type 54              | 1931      |                   | 4972 cm³ Reihen-Achtzylinder  | DOHC-Zweiventiler; Rennwagen; Motor vom Type 50 entwickelt |      |
| Type 54 GP           | 1932–1934 | 4–5               | 4972 cm³ Reihen-Achtzylinder  | Type-50-Motor, 300 PS (224 kW) |      |
| Type 55              | 1932–1935 | 38                | 2262 cm³ Reihen-Achtzylinder  | Type-51-Motor, 130 PS (97 kW) |      |
| Type 56              | 1931      | 3                 | 36-Volt-Elektromotor          | „Phaeton Biplace“; Elektromobil mit 1,2 PS (100-Ah-6-Volt-Batterien in Reihe(?)) zum Herumfahren im Werksgelände                                              |      |
| Type 57              | 1933–1939 | etwa 725          | 3257 cm³ Reihen-Achtzylinder  | 2× OHC-Monoblockmotor, 135 PS (101 kW); Tourenwagen |      |
| Type 57 C            | 1937–1940 |                   | 3257 cm³ Reihen-Achtzylinder  | „Tank“; 160 PS (119 kW); wie Type 57 aber mit Kompressor; gewann die 24 Stunden von Le Mans 1939                                                              |      |
| Type 57 G            | 1936–1939 |                   | 4743 cm³ Reihen-Achtzylinder  | „Tank“; gewann die französischen Grand Prix’ 1936 und 1937 |      |
| Type 57 S            | 1936–1938 | 17                | 3257 cm³ Reihen-Achtzylinder  | 175 PS (130 kW); Atalante |      |
| Type 57 S/45         | 1936–1939 |                   | 4743 cm³ Reihen-Achtzylinder  | |      |
| Type 57 SC           | 1937–1938 |                   | 3257 cm³ Reihen-Achtzylinder  | 200 PS (150 kW); Atlantic |      |
| Type 59              | 1934–1936 | 6–7               | 3257 cm³ Reihen-Achtzylinder  | 250 PS (186 kW) Roots-Kompressor |      |
| Type 64              | 1939      | 4                 | 4432 cm³ Reihen-Achtzylinder  | DOHC-Zweiventiler; Prototyp; Cotal-Getriebe; hydraulische Bremsen                                                                                             |      |
| Type 68              | 1946      |                   | 369 cm³ Reihen-Vierzylinder   | OHC-Vierventiler; Prototyp für Kleinwagen |      |
| Type 73              | 1943–1947 | 2                 | 1488 cm³ Reihen-Vierzylinder  | DOHC-Dreiventiler |      |
| Type 73 A            | 1947      |                   | 1488 cm³ Reihen-Vierzylinder  | OHC-Dreiventiler; Prototyp-Tourensportwagen |      |
| Type 73 C            | 1947      |                   | 1488 cm³ Reihen-Vierzylinder  | DOHC-Vierventiler; Prototyp-Rennwagen (Monoposto) |      |
| Type 101             | 1951      | 5 + 1 Prototyp    | 3257 cm³ Reihen-Achtzylinder  | 135 PS (101 kW); moderner Tourenwagen |      |
| Type 101 C           | 1951      |                   | 3257 cm³ Reihen-Achtzylinder  | DOHC-Zweiventiler; 101 Kompressorversion; 188 PS; 5200/min |      |
| Type 101 CX          | 1966      |                   |                               | |      |
| Type 251             | 1955–1956 | 2                 | 2486 cm³ Reihen-Achtzylinder  | DOHC |      |
| Type 252             | 1956–1962 | 1                 | 1490 cm³ Reihen-Vierzylinder  | Prototyp; Sportwagen |      |

## Rennerfolge

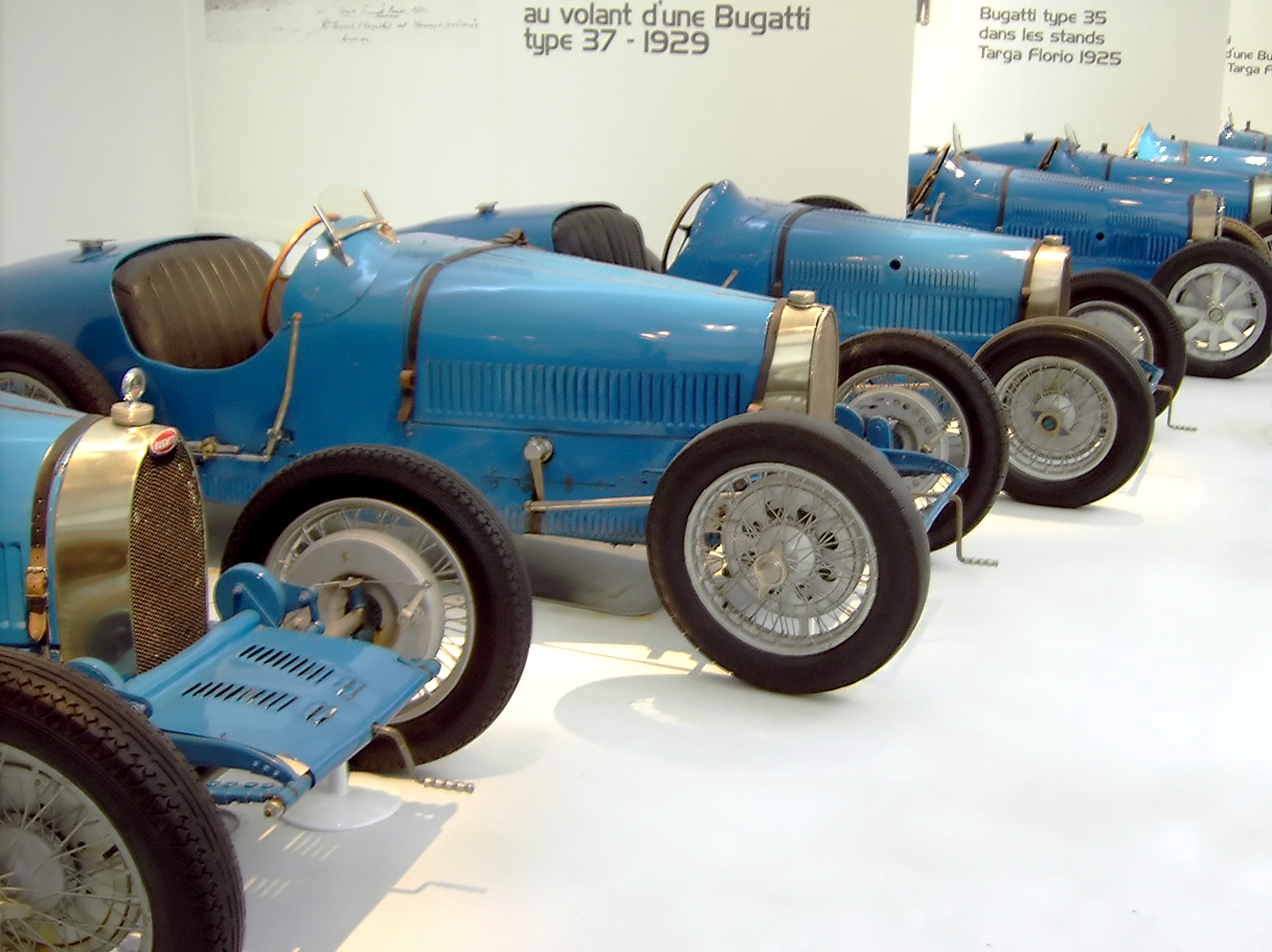
Bugatti-Wettbewerbsfahrzeuge in der französischen Rennwagenfarbe

Bugatti-Wagen waren außergewöhnlich erfolgreich bei Rennen, mit Tausenden von Siegen in nur wenigen Jahrzehnten. Der kleine Bugatti Type 10 belegte die vier ersten Plätze in seinem ersten Rennen.
Der 1924 erschienene Bugatti Type 35 ist mit über 2000 Siegen der erfolgreichste Rennwagen der Motorsportgeschichte. Bugatti gewann die Targa Florio fünfmal von 1925 bis 1929. Louis Chiron erzielte die meisten seiner Siege und vorderen Plätze mit Bugatti-Wagen. Die Bugatti-Gesellschaft des 21. Jahrhunderts ehrte ihn mit dem Bugatti Chiron, der nach ihm benannt ist. Der wahrscheinlich denkwürdigste Rennerfolg von Bugatti aber war der letzte, als Jean-Pierre Wimille und Pierre Veyron 1939 das 24-Stunden-Rennen von Le Mans gewannen.
| Jahr | Rennen                            | Fahrer                                               | Wagen     |
| ---- | --------------------------------- | ---------------------------------------------------- | --------- |
| 1921 | Grand Prix des Voiturettes        | Ernest Friederich                                    |           |
| 1925 | Targa Florio                      | Bartolomeo Costantini                                | Type 35   |
| 1926 | Großer Preis von Frankreich       | Jules Goux                                           | Type 39 A |
| 1926 | Großer Preis von Italien          | Louis Charavel                                       |           |
| 1926 | Großer Preis von Spanien          | Bartolomeo Costantini                                |           |
| 1926 | Targa Florio                      | Bartolomeo Costantini                                | Type 35 T |
| 1927 | Targa Florio                      | Emilio Materassi                                     | Type 35 C |
| 1928 | Großer Preis von Frankreich       | William Grover-Williams                              | Type 35 C |
| 1928 | Großer Preis von Italien          | Louis Chiron                                         |           |
| 1928 | Großer Preis von Spanien          | Louis Chiron                                         |           |
| 1928 | Targa Florio                      | Albert Divo                                          | Type 35 B |
| 1929 | Großer Preis von Frankreich       | William Grover-Williams                              | Type 35 B |
| 1929 | Großer Preis von Deutschland      | Louis Chiron                                         |           |
| 1929 | Großer Preis von Spanien          | Louis Chiron                                         |           |
| 1929 | Großer Preis von Monaco           | William Grover-Williams                              |           |
| 1929 | Targa Florio                      | Albert Divo                                          | Type 35 C |
| 1930 | Großer Preis von Belgien          | Louis Chiron                                         |           |
| 1930 | Großer Preis der Tschechoslowakei | Heinrich-Joachim von Morgen und Hermann zu Leiningen |           |
| 1930 | Großer Preis von Frankreich       | Philippe Étancelin                                   | Type 35 C |
| 1930 | Großer Preis von Monaco           | René Dreyfus                                         |           |
| 1931 | Großer Preis von Belgien          | William Grover-Williams und Caberto Conelli          |           |
| 1931 | Großer Preis der Tschechoslowakei | Louis Chiron                                         |           |
| 1931 | Großer Preis von Frankreich       | Louis Chiron und Achille Varzi                       | Type 51   |
| 1931 | Großer Preis von Monaco           | Louis Chiron                                         |           |
| 1932 | Großer Preis der Tschechoslowakei | Louis Chiron                                         |           |
| 1933 | Großer Preis der Tschechoslowakei | Louis Chiron                                         |           |
| 1933 | Großer Preis von Monaco           | Achille Varzi                                        |           |
| 1934 | Großer Preis von Belgien          | René Dreyfus                                         |           |
| 1936 | Großer Preis von Frankreich       | Jean-Pierre Wimille und Raymond Sommer               | Type 57 G |
| 1937 | 24-Stunden-Rennen von Le Mans     | Jean-Pierre Wimille und Robert Benoist               | Type 57 G |
| 1939 | 24-Stunden-Rennen von Le Mans     | Jean-Pierre Wimille und Pierre Veyron                | Type 57 C |

## Sammler
Heute gehören originale Wagen von Ettore Bugatti zu den begehrtesten Autos, und sie erzielen Höchstpreise. So ergab der Verkauf eines von vier Bugatti Atlantic 30 Millionen Dollar, der Typ 35 wird für bis zu 1,3 Millionen Euro gehandelt, während der Typ 57 immerhin noch 500.000 Euro Wert hat. Die bekanntesten Bugatti-Sammler waren die Brüder Fritz und Hans Schlumpf, die mehrere Textilfabriken im Elsass betrieben. Zwischen 1958 und 1975, bis ihr Fabrikimperium in Konkurs ging, sammelten sie eine große Anzahl bemerkenswerter Wagen, heute als „Sammlung Schlumpf“ bekannt. Die leerstehende Fabrik in Mulhouse, in der die 123 Bugattis aufbewahrt wurden, wurde in eines der weltweit größten Automuseen verwandelt, die Cité de l’Automobile.

## Lizenzen und Nachbauten
Diatto aus Italien und die Rheinische Automobilbau-Aktiengesellschaft aus Deutschland waren Lizenznehmer.
Der argentinische Hersteller Pur Sang stellt seit den 1990er Jahren Nachbauten des Typs 35 her. Nachbildungen entstanden oder entstehen durch E. B. Replicar aus Dänemark, Buggy-Center-Hamburg G. Kühn, Bauer Düsendienst, Classic-Car Janßen und Automobilmanufaktur-Scheib aus Deutschland, De La Chapelle und Jean-Louis Baud Automobiles aus Frankreich, Dri-Sleeve Car, Projects of Distinction, Mike King Racing, Onyx Sports Cars, Panther Westwinds, Replicar Limited, Classic Reproductions, Sheldonhurst und Teal Cars aus dem Vereinigten Königreich sowie Ruska Automobielen aus den Niederlanden.

## Film
- Bugatti – Im Rausch der Geschwindigkeit. Dokumentarfilm, Deutschland, 2018, 52:04 Min., Buch und Regie: Oliver Bätz und André Schäfer, Kamera: Harry Schlund, Produktion: Florianfilm, ZDF, arte, Erstsendung: 11. März 2018 bei arte, Inhaltsangabe von ARD.